# Coppa del Baltico 2014
La Coppa del Baltico 2014 è la 25ª edizione della competizione, la 14ª dalla reistituzione di questa manifestazione nel 1991 a seguito del collasso dell'Unione Sovietica.

## Formula
Le vincitrici delle semifinali hanno disputato la finale, mentre le squadre sconfitte hanno giocato la finale per il 3º-4º posto. In caso di parità al termine dei tempi regolamentari, il regolamento prevede la battuta dei calci di rigore senza tempi supplementari.

## Risultati

### Semifinali
| Arbitro: | Direktorenko |

|  |           |               |
|  | Marcatori | 40’ Novikovas |

| Arbitro: | Slyva |

|                                   |                      |                              |
| Zjuzins Laizāns Fertovs Višņakovs | Tiri di rigore 4 – 2 | Vassiljev Vunk Kallaste Mets |

### Finale 3º-4º posto
| Ventspils 31 maggio 2014                                | Finlandia | 2 – 0 | Estonia | Olimpiaskais Stadions |
| \| \| \| \| \| Hetemaj 50’ Moren 87’ \| Marcatori \| \| |           |       |         |                       |
|                                                         |           |       |         |                       |
| Hetemaj 50’ Moren 87’                                   | Marcatori |       |         |                       |

### Finale
| Liepāja 31 maggio 2014                        | Lettonia  | 1 – 0 | Lituania | Daugava Stadium |
| \| \| \| \| \| Bulvītis 7’ \| Marcatori \| \| |           |       |          |                 |
|                                               |           |       |          |                 |
| Bulvītis 7’                                   | Marcatori |       |          |                 |